# Eugène Deully
Eugène-Auguste-François Deully (Lilla, 16 novembre 1860 – Parigi, 6 dicembre 1933) è stato un pittore francese.

## Biografia
Dopo essere stato formato dal padre a Lilla, Eugène-Auguste-François Deully divenne un alunno alla scuola di belle arti di Parigi a partire dal 1881 nello studio del pittore Jean-Léon Gérôme. In seguito continuò con i suoi studi presso Auguste-Barthélemy Glaize e poi con suo figlio, Pierre-Paul-Léon Glaize. Deully espose un'opera al Salone degli artisti francesi dal 1880 e ottenne una menzione onorevole nel 1888, una medaglia di terza classe nel 1889 e una di prima classe nel 1892, oltre a una borsa di studio per un viaggio. Egli partecipò all'esposizione universale del 1900 a Parigi, dove ottenne una medaglia di bronzo.
Nel 1897, egli venne nominato conservatore generale del museo di arte lillese, un posto che occupò fino al 1912. In seguito divenne anche un professore nel corso di disegno anatomico artistico e di pittura alla scuola nazionale delle arti industriali di Roubaix. Nel 1927 divenne un cavaliere della Legion d'onore. Nel 1929 egli presentò al Salone degli artisti francesi le tele La fine del romanzo e L'ora del tè. Il 6 dicembre 1933, Eugène Deully si spense nella sua casa nel quattordicesimo arrondissement di Parigi.

## Opere scelte

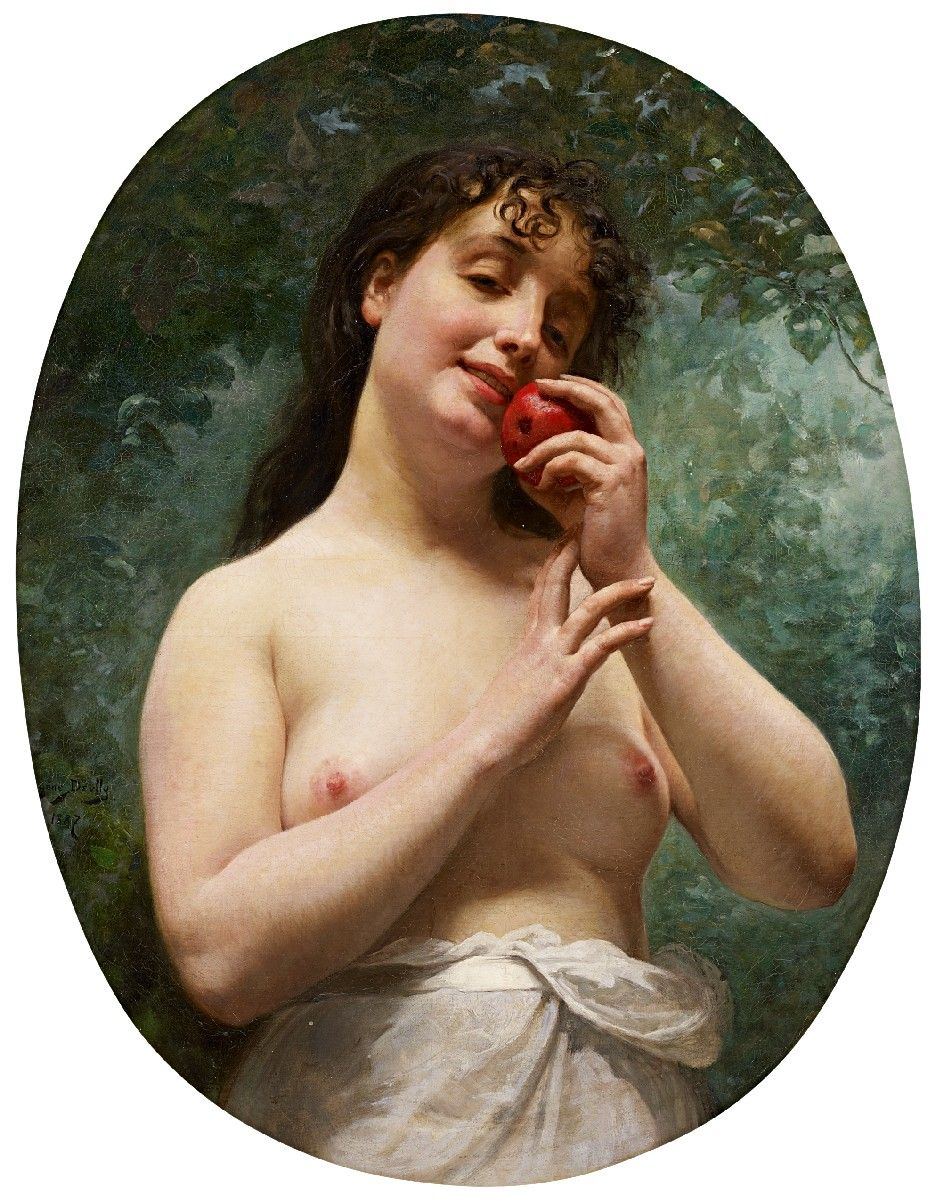
Eva, 1887

### Collezioni pubbliche
- Bailleul, museo Benoît-De-Puydt: Ritratto di donna, olio su tela.
- Douai, musée de la Chartreuse: Orfeo (1892), olio su tela.
- Dunkerque, museo di belle arti: Fiori di melo, 1913.
- Lilla, palazzo di belle arti: Dante e Virgilio all'Inferno (1897), olio su tela.
- Tourcoing, MUba Eugène Leroy: I tormenti di San Girolamo (1889), olio su tela.

### Collezioni private
- Eva (1887), olio su tela.
- La fuga in Egitto (1900 circa).
- La vigna (1913).